# Nemoria scriptaria
Nemoria scriptaria är en fjärilsart som beskrevs av Jacob Hübner 1823. Nemoria scriptaria ingår i släktet Nemoria och familjen mätare. Inga underarter finns listade i Catalogue of Life.

## Bildgalleri

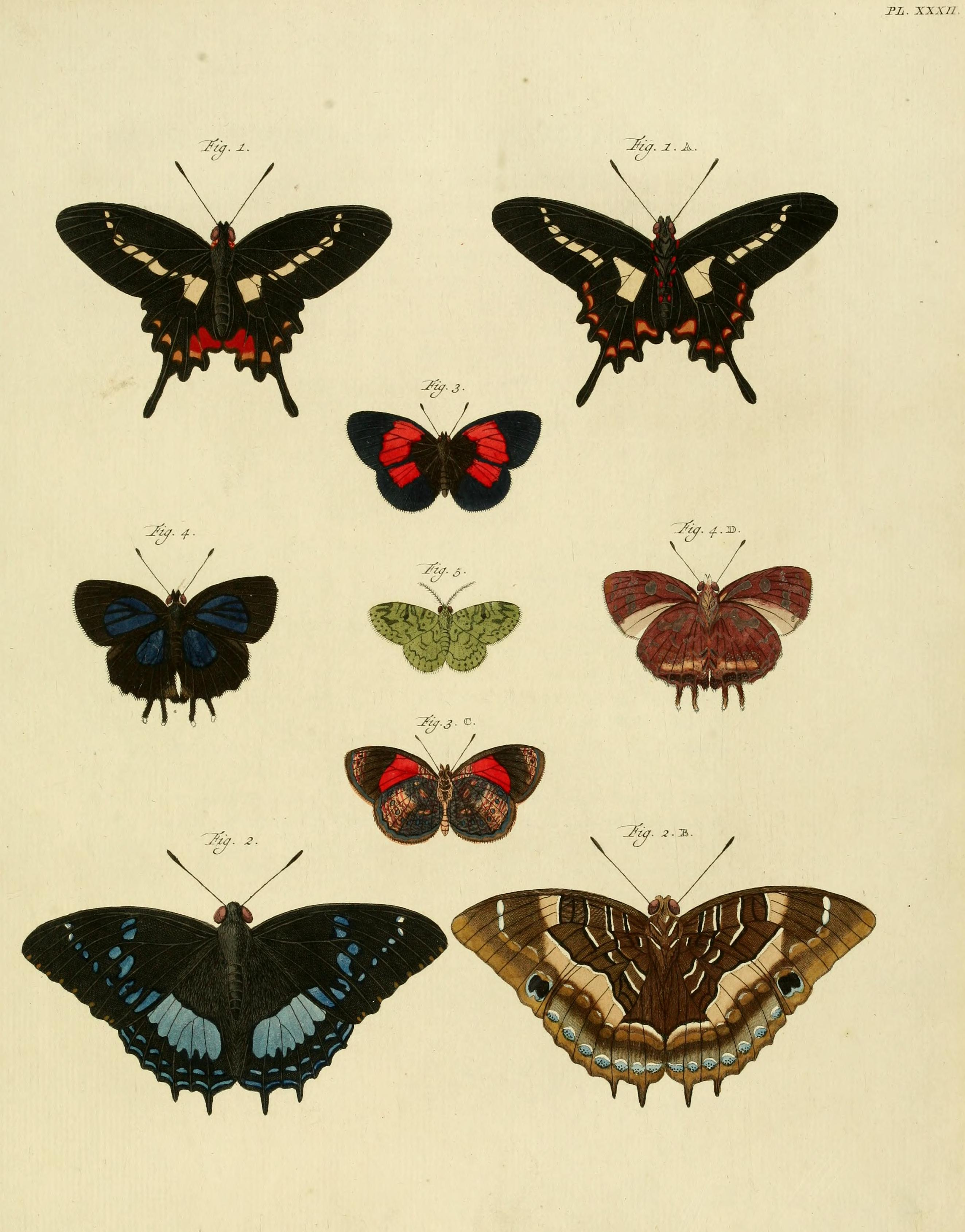